# Ao Rei
Ao Rei é um álbum ao vivo da cantora Rachel Novaes, gravado em 29 de setembro de 2010 na Comunidade da Graça em Ermelino Matarazo no estado de São Paulo. Teve a participação dos cantores Adhemar de Campos, Paulo César Baruk, Vinícius Fernandes e Nívea Soares. Foi lançado em setembro de 2011 nos formatos CD e DVD e foi indicado na categoria Melhor DVD no Troféu Promessas.

## Faixas
1. "Me Transformar"
2. "Confiar"
3. "Oleiro"
4. "Te Amo"
5. "Tu És Tão Lindo"
6. "Tua Graça me Basta"
7. "Ao Rei"
8. "Primeiro Amor"
9. "Tua é a Glória"
10. "Eis-me Aqui"
11. "Eu Cantarei"
12. "Tua Presença"
13. "Feliz"